# Lacoste (empresa)
Lacoste és una companyia francesa que fabrica roba, rellotges, perfums, sabates, cinturons, i maletes, entre molts altres articles. El seu producte més famós és la seva camisa polo, feta de material piqué. La camisa polo va ser molt famosa en les dècades dels 70 i dels 80 a Amèrica i a Europa.
El logotip de la companyia és el reconegut caiman Gigi verd, també conegut com el cocodril Charles, present en gairebé la totalitat dels seus productes.

## Història

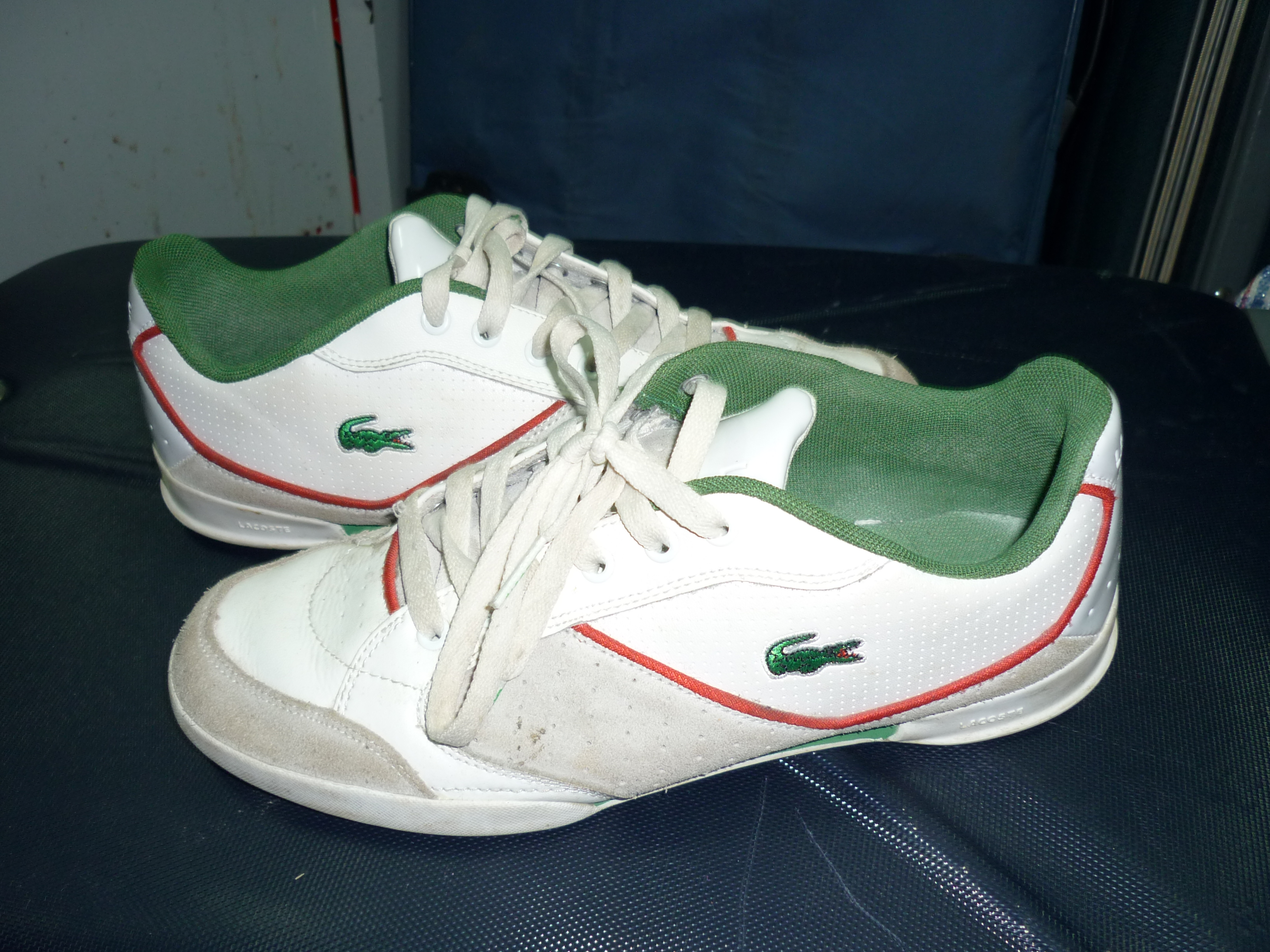
Unes sabatilles de Lacoste

Es va fundar el 1933 pel francès René Lacoste, conegut com a tennista francès natural de Donibane Lohizune. Guanyador amb l'equip francès de la Copa Davis, que fou conegut popularment com “els quatre mosqueters”. Aquesta fama li serviria per emprendre l'empresa.
René Lacoste, anomenat 'Crocodile', va prendre el seu malnom des que va apostar una borsa feta de cocodril encara que no la va guanyar. Més tard es va fer brodar un cocodril a la solapa de la jaqueta, perquè aleshores encara era infreqüent veure jugar els tennistes en pantalons i samarreta curta. Més endavant, quan va fundar la seva pròpia marca de roba li va posar el seu cognom a la marca i la insígnia del cocodril.

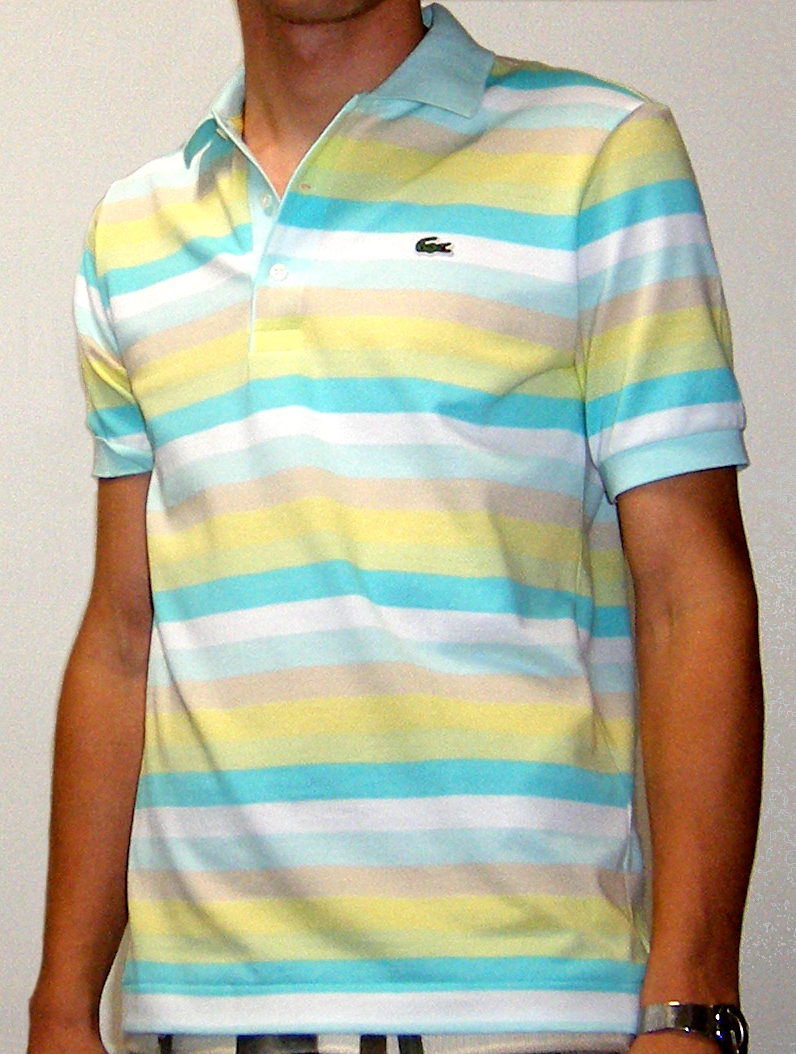
Un polo de Lacoste

La peça de roba anomenada polo, va prendre el seu nom del joc del polo, molt popular a Anglaterra, i es va dissenyar per a aquest joc. Al principi tenia dos botons a les solapes, per evitar que es mogués en cavalcar, però després va ser exportat a altres esports.
Des del 1943 Bernard Lacoste, fill del fundador, va presidir la companyia fins a la seva mort el 21 de març del 2006, als 74 anys. Bernard va impulsar la moda dels polos de colors molt vius. Els productes Lacoste solen ser usats per a sectors econòmics alts, ja que els seus preus són elevats en comparació a una peça corrent.